# NIFL Premiership 2017-18
La NIFL Premiership 2017-18 fue la 117ª temporada de la Liga Norirlandesa de Fútbol, la liga de fútbol más alta de Irlanda del Norte. El torneo comenzó el 11 de agosto de 2017 y finalizó el 28 de abril de 2018. El Crusaders conquistó el séptimo título de su historia

## Sistema de competición
El torneo constó de dos fases, en la Fase regular los doce equipos participantes jugaron entre sí, todos contra todos, tres veces totalizando 33 partidos cada uno, al final de estos 33 partidos fueron divididos en dos grupos. el Grupo campeonato lo integraron los seis primeros de la Fase regular, mientras que el Grupo descenso lo integraron los seis últimos, dentro de cada grupo los seis equipos jugaron entre sí, todos contra todos, una vez, sumando así cinco partidos más generando un total de 38 partidos, los resultados estadísticos de la Fase regular se mantuvieron en cada uno de los grupos. Al final de las 38 jornadas el primer clasificado del Grupo campeonato obtuvo un cupo para la segunda ronda de la Liga de Campeones 2018-19, mientras que el segundo y tercer clasificados obtuvieron un cupo para la primera ronda de la Liga Europea 2018-19, por otro lado los cuatro últimos de este grupo más el primer clasificado del Grupo descenso jugaron unos Play-offs por un cupo para la primera ronda de la Liga Europea 2018-19. El último clasificado del Grupo descenso descendió al NIFL Championship 2018-19, mientras que el penúltimo clasificado jugó un play-off, que decidió el equipo que jugara en la NIFL Premiership 2018-19
Un tercer cupo para la primera ronda de la Liga Europea 2018-19 fue asignado al campeón de la Copa de Irlanda del Norte.

## Clubes
| Equipo                | Ciudad         | Estadio                 | Capacidad |
| --------------------- | -------------- | ----------------------- | --------- |
| Ards                  | Bangor         | Clandeboye Park         | 1.895     |
| Ballinamallard United | Ballinamallard | Ferney Park             | 2.000     |
| Ballymena United      | Ballymena      | The Showgrounds         | 3.050     |
| Carrick Rangers       | Carrickfergus  | Taylors Avenue          | 6.000     |
| Glenavon              | Lurgan         | Mourneview Park         | 4.160     |
| Glentoran             | Belfast        | The Oval                | 6.050     |
| Cliftonville          | Belfast        | Solitude                | 2.530     |
| Coleraine             | Coleraine      | The Showgrounds         | 2.496     |
| Crusaders             | Belfast        | Seaview                 | 3.383     |
| Dungannon Swifts      | Dungannon      | Stangmore Park          | 5.000     |
| Linfield              | Belfast        | Windsor Park            | 10.500    |
| Portadown             | Portadown      | Shamrock Park           | 3.940     |
| Warrenpoint Town      | Warrenpoint    | Milltown Playing Fields | 2.000     |

### Ascensos y descensos
| Pos. | Ascendido de Championship 2016-17 |
| ---- | --------------------------------- |
| 1    | Warrenpoint Town                  |

| Pos. | Descendido de Premiership 2016-17 |
| ---- | --------------------------------- |
| 12   | Portadown                         |

## Primera fase

### Clasificación
| Pos. | Equipo                | Pts. | PJ | G  | E | P  | GF | GC | Dif. | Clasificación 2017–18    |
| ---- | --------------------- | ---- | -- | -- | - | -- | -- | -- | ---- | ------------------------ |
| 1    | Crusaders             | 82   | 33 | 26 | 4 | 3  | 99 | 34 | +65  | Ronda por el campeonato  |
| 2    | Coleraine             | 80   | 33 | 24 | 8 | 1  | 70 | 27 | +43  | Ronda por el campeonato  |
| 3    | Glenavon              | 63   | 33 | 18 | 9 | 6  | 79 | 47 | +32  | Ronda por el campeonato  |
| 4    | Linfield              | 60   | 33 | 18 | 6 | 9  | 64 | 37 | +27  | Ronda por el campeonato  |
| 5    | Cliftonville          | 58   | 33 | 18 | 4 | 11 | 60 | 38 | +22  | Ronda por el campeonato  |
| 6    | Ballymena United      | 47   | 33 | 14 | 5 | 14 | 52 | 57 | −5   | Ronda por el campeonato  |
| 7    | Glentoran             | 45   | 33 | 12 | 9 | 12 | 42 | 43 | −1   | Ronda por la permanencia |
| 8    | Dungannon Swifts      | 35   | 33 | 10 | 5 | 18 | 28 | 51 | −23  | Ronda por la permanencia |
| 9    | Ards                  | 33   | 33 | 10 | 3 | 20 | 32 | 63 | −31  | Ronda por la permanencia |
| 10   | Warrenpoint Town      | 27   | 33 | 7  | 6 | 20 | 45 | 73 | −28  | Ronda por la permanencia |
| 11   | Carrick Rangers       | 17   | 33 | 4  | 5 | 24 | 25 | 70 | −45  | Ronda por la permanencia |
| 12   | Ballinamallard United | 12   | 33 | 2  | 6 | 25 | 28 | 84 | −56  | Ronda por la permanencia |

Actualizado a los partidos jugados el 31 de marzo de 2018.
 Fuente: Soccerway

### Resultados cruzados
| Local \ Visitante     | ARD | BMD | BYM | CRK | CLI | COL | CRU | DUN | GLA | GLT | LIN | WPT |
| --------------------- | --- | --- | --- | --- | --- | --- | --- | --- | --- | --- | --- | --- |
| Ards                  | —   | 2–1 | 1–0 | 1–0 | 0–1 | 0–3 | 2–4 | 0–1 | 0–2 | 0–1 | 0–2 | 2–1 |
| Ballinamallard United | 0–2 | —   | 1–3 | 2–0 | 1–1 | 0–2 | 1–5 | 0–1 | 0–3 | 1–2 | 0–6 | 1–1 |
| Ballymena United      | 6–3 | 2–1 | —   | 3–1 | 1–0 | 0–2 | 1–4 | 2–1 | 1–6 | 1–3 | 2–1 | 3–3 |
| Carrick Rangers       | 0–1 | 2–0 | 1–1 | —   | 1–2 | 1–3 | 0–3 | 2–1 | 0–2 | 1–1 | 0–1 | 0–2 |
| Cliftonville          | 6–3 | 5–0 | 1–0 | 3–0 | —   | 1–2 | 1–2 | 2–1 | 1–1 | 1–0 | 3–2 | 2–0 |
| Coleraine             | 4–1 | 2–1 | 1–1 | 3–0 | 2–0 | —   | 1–1 | 1–0 | 4–2 | 3–0 | 2–1 | 2–1 |
| Crusaders             | 0–0 | 2–0 | 2–1 | 7–1 | 2–0 | 1–2 | —   | 1–1 | 2–3 | 1–0 | 2–1 | 5–0 |
| Dungannon Swifts      | 0–0 | 2–0 | 2–1 | 4–0 | 0–4 | 1–3 | 0–4 | —   | 0–3 | 0–2 | 0–4 | 2–1 |
| Glenavon              | 3–0 | 6–2 | 4–0 | 2–0 | 3–1 | 2–2 | 3–4 | 1–1 | —   | 2–2 | 0–1 | 1–0 |
| Glentoran             | 0–2 | 2–1 | 1–1 | 1–1 | 0–2 | 0–0 | 0–3 | 2–0 | 1–3 | —   | 2–1 | 2–0 |
| Linfield              | 2–0 | 4–0 | 1–0 | 2–0 | 2–0 | 2–1 | 2–5 | 1–0 | 2–3 | 1–0 | —   | 3–3 |
| Warrenpoint Town      | 1–0 | 2–1 | 1–3 | 2–2 | 1–3 | 0–2 | 2–3 | 1–2 | 2–3 | 2–3 | 1–4 | —   |

| Local \ Visitante     | ARD | BMD | BYM | CRK | CLI | COL | CRU | DUN | GLA | GLT | LIN | WPT |
| --------------------- | --- | --- | --- | --- | --- | --- | --- | --- | --- | --- | --- | --- |
| Ards                  | —   | —   | 1–0 | 0–4 | —   | 1–3 | —   | —   | 1–6 | —   | 0–3 | —   |
| Ballinamallard United | 0–4 | —   | —   | —   | 6–4 | 2–5 | 0–3 | —   | —   | 2–2 | 2–2 | —   |
| Ballymena United      | —   | 2–0 | —   | 3–0 | —   | 0–2 | —   | —   | 3–1 | —   | 2–2 | 1–3 |
| Carrick Rangers       | —   | 2–2 | —   | —   | 0–1 | —   | —   | 1–0 | 1–2 | 1–2 | —   | 1–2 |
| Cliftonville          | 3–0 | —   | 1–2 | —   | —   | 0–0 | 3–1 | 3–0 | —   | —   | 1–2 | —   |
| Coleraine             | —   | —   | —   | 3–2 | —   | —   | 3–3 | —   | 1–1 | —   | 2–2 | 1–0 |
| Crusaders             | 1–0 | —   | 3–1 | 6–0 | —   | —   | —   | 3–0 | —   | 4–2 | —   | —   |
| Dungannon Swifts      | 1–0 | 2–0 | 2–3 | —   | —   | 0–1 | —   | —   | 3–2 | 0–0 | —   | —   |
| Glenavon              | —   | 0–0 | —   | —   | 1–1 | —   | 1–6 | —   | —   | 2–2 | —   | 3–3 |
| Glentoran             | 1–2 | —   | 1–2 | —   | 1–0 | 0–2 | —   | —   | —   | —   | —   | 5–0 |
| Linfield              | —   | —   | —   | 2–0 | —   | —   | 1–2 | 0–0 | 0–2 | 1–1 | —   | —   |
| Warrenpoint Town      | 3–3 | 1–0 | —   | —   | 1–3 | —   | 1–4 | 3–0 | —   | —   | 1–3 | —   |

## Grupo campeonato

### Clasificación
| Pos. | Equipo           | Pts. | PJ | G  | E  | P  | GF  | GC | Dif. | Clasificación 2018–19                              |
| ---- | ---------------- | ---- | -- | -- | -- | -- | --- | -- | ---- | -------------------------------------------------- |
| 1    | Crusaders (C)    | 91   | 38 | 28 | 7  | 3  | 106 | 38 | +68  | Primera Ronda de la Liga de Campeones              |
| 2    | Coleraine        | 89   | 38 | 26 | 11 | 1  | 76  | 31 | +45  | Primera Ronda de la Liga Europea                   |
| 3    | Glenavon         | 69   | 38 | 19 | 12 | 7  | 85  | 52 | +33  | Primera Ronda de la Liga Europea                   |
| 4    | Linfield         | 67   | 38 | 20 | 7  | 11 | 72  | 45 | +27  | Play-offs para entrar en la Liga Europa de la UEFA |
| 5    | Cliftonville (O) | 65   | 38 | 20 | 5  | 13 | 68  | 45 | +23  | Play-offs para entrar en la Liga Europa de la UEFA |
| 6    | Ballymena United | 48   | 38 | 14 | 6  | 18 | 53  | 65 | −12  | Play-offs para entrar en la Liga Europa de la UEFA |

Actualizado a los partidos jugados el 28 de abril de 2018.
 Fuente: Soccerway
Notas:
1. ↑  Tras ganar la Copa de Irlanda del Norte, el Coleraine obtiene una plaza para participar en la Liga Europa 2018-19 pero, al encontrarse este equipo clasificado a través de su posición de Liga para disputar la misma, la plaza obtenida a través de la Copa recae sobre el tercer clasificado.

### Resultados cruzados
| Local \ Visitante | BYM | CLI | COL | CRU | GLA | LIN |
| ----------------- | --- | --- | --- | --- | --- | --- |
| Ballymena United  | —   | 0–3 | —   | 1–2 | —   | —   |
| Cliftonville      | —   | —   | —   | —   | 1–3 | —   |
| Coleraine         | 1–0 | 2–1 | —   | —   | —   | —   |
| Crusaders         | —   | 1–1 | 1–1 | —   | 1–1 | 2–0 |
| Glenavon          | 0–0 | —   | 0–0 | —   | —   | 2–3 |
| Linfield          | 2–0 | 1–2 | 2–2 | —   | —   | —   |

## Grupo descenso

### Clasificación
| Pos. | Equipo                | Pts. | PJ | G  | E | P  | GF | GC | Dif. | Clasificación 2018–19                              |
| ---- | --------------------- | ---- | -- | -- | - | -- | -- | -- | ---- | -------------------------------------------------- |
| 1    | Glentoran             | 51   | 38 | 14 | 9 | 15 | 52 | 52 | 0    | Play-offs para entrar en la Liga Europa de la UEFA |
| 2    | Dungannon Swifts      | 45   | 38 | 13 | 6 | 19 | 42 | 62 | −20  |                                                    |
| 3    | Ards                  | 40   | 38 | 12 | 4 | 22 | 42 | 74 | −32  |                                                    |
| 4    | Warrenpoint Town      | 30   | 38 | 8  | 6 | 24 | 52 | 86 | −34  |                                                    |
| 5    | Carrick Rangers       | 23   | 38 | 6  | 5 | 27 | 31 | 78 | −47  | Playoffs de descenso.                              |
| 6    | Ballinamallard United | 23   | 38 | 5  | 8 | 25 | 38 | 89 | −51  | Desciende a la NIFL Championship 2018-19           |

Actualizado a los partidos jugados el 28 de abril de 2018.
 Fuente: Soccerway

### Resultados cruzados
| Local \ Visitante     | ARD | BMD | CRK | DUN | GLT | WPT |
| --------------------- | --- | --- | --- | --- | --- | --- |
| Ards                  | —   | 1–1 | —   | 3–4 | 1–4 | 4–2 |
| Ballinamallard United | —   | —   | 2–1 | 2–2 | —   | 2–0 |
| Carrick Rangers       | 0–1 | —   | —   | —   | —   | —   |
| Dungannon Swifts      | —   | —   | 2–0 | —   | —   | 4–2 |
| Glentoran             | —   | 1–3 | 1–2 | 4–2 | —   | —   |
| Warrenpoint Town      | —   | —   | 2–3 | —   | 1–0 | —   |

## Play-offs de la UEFA Europa League
Los equipos que terminaron en los puestos cuarto al séptimo al final de la temporada regular participarán en los play-offs para determinar el tercer participante para la UEFA Europa League 2018-2019, que se clasificarán para la primera ronda.

### Semifinal
|}

### Final
| Equipo 1     | Resultado | Equipo 2         |
| ------------ | --------- | ---------------- |
| Linfield     | 3–4       | Glentoran        |
| Cliftonville | 4–0       | Ballymena United |

|}

## Play-offs de relegación
Será jugado entre el undécimo clasificado de la liga contra el subcampeón de la NIFL Championship 2018-19
| Equipo 1     | Resultado | Equipo 2  |
| ------------ | --------- | --------- |
| Cliftonville | 3–2       | Glentoran |

| Equipo 1   | Agr. | Equipo 2        | Ida | Vuelta |
| ---------- | ---- | --------------- | --- | ------ |
| Newry City | 6–3  | Carrick Rangers | 3–2 | 3–1    |

## Goleadores
| Pos. | Jugador         | Club                  | Goles |
| ---- | --------------- | --------------------- | ----- |
| 1    | Joe Gormley     | Cliftonville          | 24    |
| 2    | Gavin Whyte     | Crusaders             | 22    |
| 3    | Curtis Allen    | Glentoran             | 20    |
| 4    | Paul Heatley    | Crusaders             | 19    |
| 4    | Jay Donnelly    | Cliftonville          | 19    |
| 6    | Andrew Mitchell | Glenavon              | 18    |
| 6    | Jordan Owens    | Crusaders             | 18    |
| 8    | Darren McAuley  | Coleraine             | 17    |
| 9    | Jamie McGonigle | Coleraine             | 16    |
| 10   | Ryan Curran     | Ballinamallard United | 14    |